# الكتكاتة
قرية الكتكاتة هي إحدى القرى التابعة لمركز ساقلتة بمحافظة سوهاج في جمهورية مصر العربية، لها ساحل الطويل على نهر النيل مقابل لشرق جزيرة الشورانية. وحسب إحصاءات سنة 2006، بلغ إجمالي السكان في قرية الكتكاتة إلى 22070 نسمة، منهم 11376 رجل، 10694 وامرأة.